# Ghiacciaio Barne
Il ghiacciaio Barne è un ghiacciaio lungo circa 12 km situato sulla costa occidentale dell'isola di Ross, nella regione centro-occidentale della Dipendenza di Ross, in Antartide. Il ghiacciaio, il cui punto più alto si trova a circa 800 m s.l.m., fluisce verso ovest lungo la parte terminale del versante sud-orientale del monte Erebus fino a entrare nel canale McMurdo tra capo Barne,a nord, e capo Evans, a sud.

## Storia
Il ghiacciaio Barne è stato scoperto nel corso della spedizione Discovery, condotta dal 1904 al 1907 e comandata da Robert Falcon Scott, ed è stato così battezzato dai membri della spedizione Nimrod, condotta dal 1907 al 1910 e comandata da Ernest Shackleton, in associazione con il vicino capo Barne, che a sua volta era stato così battezzato in onore di Michael Barne, uno degli ufficiali della spedizione Discovery.

## Mappe

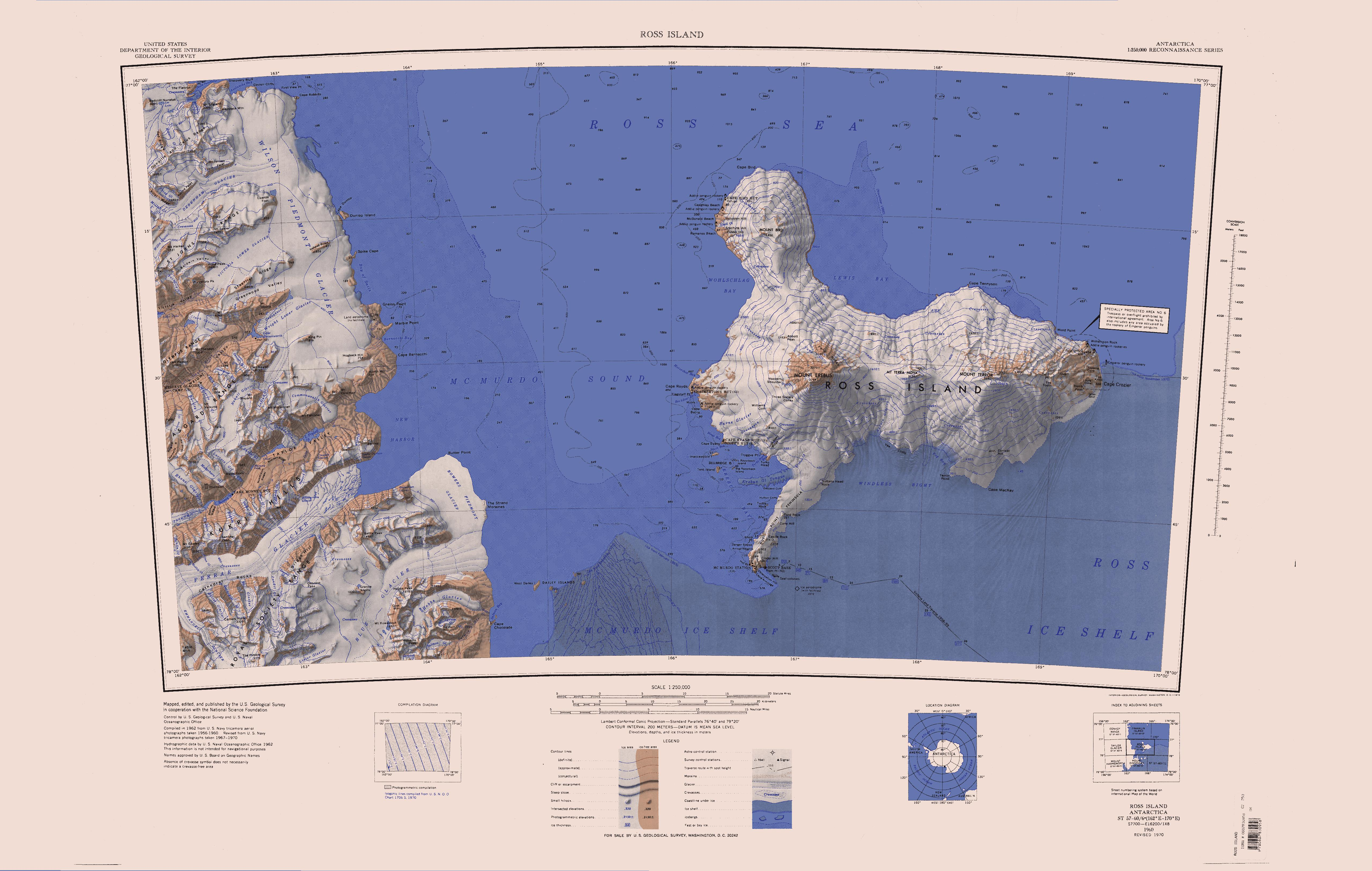
Nella parte centrale di questa mappa è possibile vedere il flusso del ghiacciaio Barne.